# Álvaro Cassuto
Álvaro Cassuto GOSE (Porto, 17 de Novembro de 1938) é um maestro e chefe de orquestra português.

## Biografia
Nasceu no Porto, é licenciado em Direito pela Faculdade de Direito da Universidade de Lisboa e diplomado em Direcção de Orquestra pelo Conservatório de Viena.
Depois de se afirmar como um dos compositores mais válidos da nova geração, estudou regência com Pedro de Freitas Branco e Herbert von Karajan, diplomando-se no Conservatório de Viena. 
Em Portugal foi Maestro Sub-Director da Orquestra Sinfónica da RDP de 1970 a 1975, ano em que foi eleito Maestro Director, tendo mantido este cargo até a extinção da Orquestra em 1989. Em 1988 fundou a Nova Filarmónica Portuguesa com a qual realizou mais de 600 concertos em todo o País no decurso de 5 anos, tendo sido também o Director Artístico e Maestro Titular fundador da Orquestra Sinfónica Portuguesa em 1993 e da Orquestra do Algarve em 2002. Foi também Director Artístico da Orquestra Metropolitana de Lisboa.
Assistente do famoso Leopold Stokowski junto da "American Symphony" de Nova Iorque, em 1969 foi galardoado com o Prémio Koussevitzky, a mais importante distinção para jovens maestros nos Estados Unidos, ocupando, sucessivamente o cargo de Maestro Director da:
- Orquestra Sinfónica da Universidade de Califórnia (1974-79)
- Rhode Island Philharmonic (1979-85)
- National Orchestra of New York (1981-87), com a qual actua regularmente no famoso Carnegie Hall.

Foi também Music Director da Raanana Symphony Orchestra em Israel (2000-2002) e Direttore Principale da Orchestra Sinfónica de Bari em Itália (2009-2011). 
Como Maestro convidado dirigiu perto de uma centena de orquestras em vários continentes. Na Europa tem regido, com regularidade, algumas das melhores orquestras, designadamente a Royal Philharmonic Orchestra, a London Symphony Orchestra e a London Philharmonic Orchestra, a Orquestra Filarmónica da BBC, as Orquestras Sinfónica e da Rádio de Berlim - que também dirigiu na Philharmoie -, a Orquestra de Viena (no Musikvereinssaal), a Orquestra de Praga, de Bucareste, a Orquestra de Câmara de Paris, a Orquestra da Rádio em Bruxelas com a qual também actuou o Festival de Antuérpia, a Philarmonia Hungarica em numerosos digressões na Alemanha, a Orquestrada da Rádio de Leipzig que também dirigiu no Festspielhaus de Berlin Leste, a Orquesta Nacional de España, de Málaga, de Bilbao e de Valladolid, as Orquestras de São Petersburgo e Moscovo, entre muitas outras. 
Nos Estados Unidos, dirigiu a Orquestra de Filadelfia, de North Carolina, de Oklahoma, de San Antonio, de Buffalo, de Los Angeles, de Tucson, de Savannah, entre muitas outras. Regeu também com frequência no Rio de Janeiro, São Paulo, Cidade do México e na Coreia do Sul.  
Tem uma larguíssima discografia, tendo gravado mais de vinte CDs com a Nova Filarmonia Portuguesa com um vasto repertório clássico e perto de vinte para as etiquetas Naxos e Marco Polo com obras de compositores portugueses. Entre estes gravou a Integral das Sinfonias de Bomtempo, de Luis de Freitas Branco e de Joly Braga Santos além de duas óperas de Marcos Portugal com a Orquestra Sinfónica Portuguesa, Orquestra do Algarve, Bournemouth Symphony, Northern Sinfonia, City of London Sinfonia, a Orchestra Milano Clássica, a Irish National Orchestra e a Royal Scottish National Orchestra. 
A 8 de Junho de 2009, o Presidente da República agraciou Álvaro Cassuto com o grau de Grande-Oficial da Ordem Militar de Sant'Iago da Espada, e o Coliseu do Porto realizou um concerto comemorativo dos seus 50 anos de carreira e homenageou-o descerrando uma lápide no seu "foyer".
Como compositor, Álvaro Cassuto afirmou-se como um dos compositores de destaque da vanguarda portuguesa dos anos 60.

## Prémios e homenagens
- Prémio Koussevitzky, 1969
- Grande Oficial da Ordem Militar de Sant'Iago da Espada, 2009
- Placa comemorativa de 50 anos de carreira, Coliseu do Porto, 2009[2]
- Prémio Autores de 2016, Melhor trabalho de música erudita pela obra José Viana da Mota – À Pátria (Royal Liverpool Philharmonic Orchestra)

## Obras
- Sonatina (1959)
- Sinfonia Breve nº 1 (1959)
- Abertura para Cordas (1959)
- Sinfonia Breve nº 2 (1960)
- Momentos Musicais (1960)
- Variações para Orquestra (1960)
- Sexteto de Cordas (1961)
- Permutações (1962)
- In Memoriam Pedro de Freitas Branco (1963)
- Círculo para Orquestra (1965)
- Concertino para piano e cordas (1965)
- Cro(mo-no)fonia (1967)
- Canticum in Tenebris (1968)
- Frei Luis de Sousa (1968)
- Evocações (1969)
- Canto de Solidão (1970)
- Em Nome da paz (ópera em um acto)(1971/1972)
- To Love and Peace (1973)
- Homenagem ao Povo (1977)
- Regresso ao futuro (1985)
- Paráfrase (1986/1987)
- As Quatro Estações para piano e orquestra (1987)
- For Raanana (2003)[3]